# 이원상 (성우)
이원상(1968년 7월 14일 ~ )은 대한민국의 성우이다. 1991년 EBS에 입사했으며, 현재는 EBS 12기이다. 교육방송 성우극회 소속. 그런데 2019년에 은퇴했다.

## 주요 출연작품

### 애니메이션
- 가면라이더 가부토 (챔프) - 츠루기 / 가면라이더 사소드
- 단짝친구 바리와 뭉치 (EBS)
- 모험왕 장보고 (EBS) - 이창진 / 흥덕왕 / 예징
- 믹과 맥의 축구이야기 (EBS)
- 별난 가족 힐 (EBS) - 존 레드콘
- 별난 깜찍 수호천사 (EBS) - 왕
- 신밧드의 모험 (EBS)
- 생쥐의 세계여행 (EBS) - 경감
- 서몬 마스터즈 블루드래곤 (챔프) - 호메론
- 세계명작동화 (EBS) - '포카혼타스'편 / '꼬마 토끼 레지의 숲 속 탐험'편 다람쥐 / '엄지공주'편 / '타잔'편 타잔의 형
- 아빠비버의 옛날 이야기 (EBS)
- 안녕! 오스월드 (EBS) - 에그버트
- 올란도 영웅전 (EBS) - 대마왕
- 유령성의 오싹오싹 이야기 (EBS) - 핸콧 씨
- 자크 쿠스토의 해양 탐사대 (EBS) - 바질
- 캣피시 블루스 (EBS) - 피위
- 플랜더스의 개 (EBS)
- 흑신 (애니박스) - 레이신

### 영화
- 랜섬 (SBS)

### 방송
- 음악천재 (방송대학TV)

### 게임
- 킹덤언더파이어 - 암흑군단 해설자 등
- 메트로 2033 - 어둠의 존재
- 사이킥 포스 2012 - 리쳐드 윙